# Edward Grey
Edward Grey, 1. vikomt Grey (Edward Grey, 1st Viscount Grey of Fallodon, 3rd Baronet Grey of Fallodon) (25. dubna 1862, Londýn, Anglie – 7. září 1933, Fallodon Hall, Anglie) byl britský státník ze starobylého šlechtického rodu Greyů. Třicet let byl za liberály poslancem Dolní sněmovny, kde se věnoval zahraniční politice. Byl nejdéle úřadujícím britským ministrem zahraničí ve 20. století (1905–1916), sehrál významnou úlohu v době před první světovou válkou. V roce 1916 s titulem vikomta vstoupil do Sněmovny lordů, byl též rytířem Podvazkového řádu. Pozdější britští ministři zahraničí lord Halifax a Anthony Eden byli jeho vzdálení bratranci.

## Mládí
Pocházel ze šlechtické rodiny Greyů, z linie baronetů z Fallodonu, narodil se v Londýně jako nejstarší syn podplukovníka George Henryho Greye (1835–1874) a vnuk trojnásobného ministra vnitra Sira George Greye (1799–1882). Studoval ve Winchesteru, po předčasné smrti otce převzal jeho další výchovu dědeček Sir George Grey. Po něm pak Edward v roce 1882 zdědil titul baroneta a statky v Northumberlandu. Studoval v Oxfordu a v letech 1885–1916 byl členem Dolní sněmovny za Liberální stranu, od mládí se na půdě parlamentu věnoval zahraniční politice. V letech 1892–1895 byl státním podsekretářem zahraničí a zároveň mluvčím ministerstva v Dolní sněmovně, protože tehdejší ministři zahraničí 5. hrabě z Rosebery a 1. hrabě z Kimberley zasedali ve Sněmovně lordů. Po roce 1895 strávil deset let v opozici, ale v letech 1896–1898 byl místopředsedou vládní komise pro správu kolonií v Karibiku a v roce 1902 byl jmenován členem Tajné rady.

## Ministr zahraničí

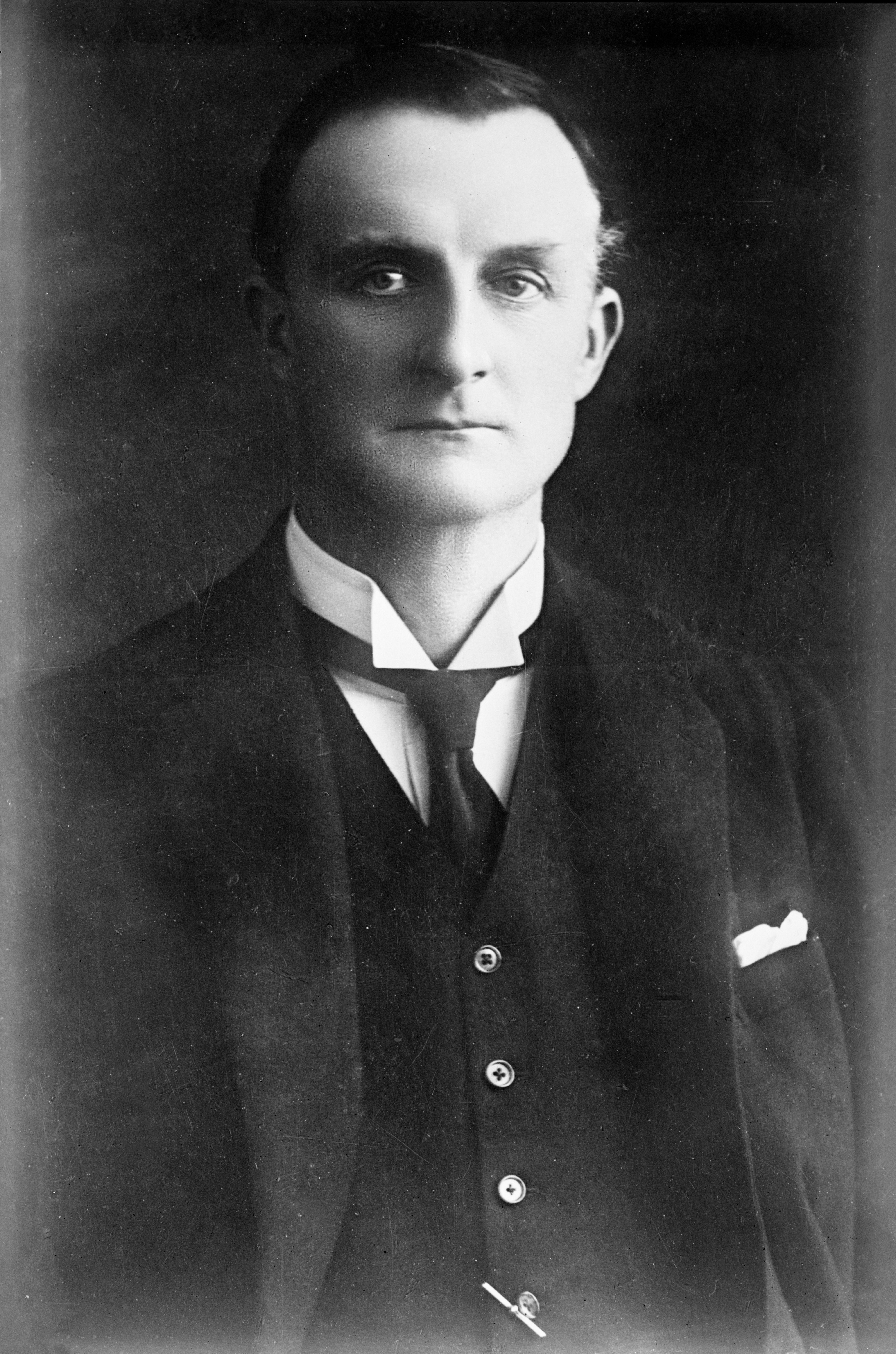
Sir Edward Grey jako ministr zahraničí (1914)

V Campbell-Bannermanově vládě byl jmenován ministrem zahraničí a funkci si udržel i v následující Asquithově vládě (1905–1916), stal se tak nejdéle úřadujícím britským ministrem zahraničí ve 20. století, po téměř čtyřiceti letech byl také prvním zahraničním ministrem, který nebyl peerem. Jeho nevýhodou pro výkon funkce byla neznalost cizích jazyků, uměl pouze anglicky a při jednáních se zahraničními diplomaty musel používat tlumočníky. Na rozdíl od předchozích konzervativních vlád, které vnímaly Rusko jako hrozbu, Edward Grey prosadil spojenectví s Ruskem v zájmu zachování velmocenské rovnováhy v Evropě. Spojenecká smlouva s Ruskem byla podepsána v roce 1907. Později se podílel na mírovém urovnání druhé marocké krize a řešení stavu po balkánských válkách, v roce 1912 uspořádal konferenci velvyslanců v Londýně. V roce 1912 obdržel Podvazkový řád. Mezitím také navštívil Německo a několikrát jednal s německým císařem Vilémem II. Sám byl odpůrcem válečného konfliktu, ale zahraniční politiku musel podřídit komplexním zájmům Británie v zájmu uchování velmocenského postavení a v létě 1914 oznámil vstup Spojeného království do válečného stavu s Německem a Rakouskem-Uherskem. Greyovým posledním významným počinem byl podpis Sykesovy–Picotovy dohody o rozdělení vlivu Francie a Británie v Malé Asii v květnu 1916. S celou Asquithovou vládou odstoupil v prosinci 1916.
Po odchodu z vlády byl povýšen na vikomta a vstoupil do Sněmovny lordů (1916). Přes zhoršující se zdravotní stav (měl špatný zrak a již v době první světové války byl prakticky slepý) zůstával aktivní v politice, v letech 1919–1920 byl necelý půlrok velvyslancem ve Spojených státech a v letech 1923–1924 mluvčím liberální opozice ve Sněmovně lordů. Nakonec v letech 1928–1933 zastával čestnou funkci kancléře univerzity v Oxfordu, mimoto byl smírčím soudcem a zástupcem místodržitele v hrabství Northumberland, kde vlastnil statky, od roku 1911 byl též kurátorem Britského muzea.

## Soukromý život
Jeho první manželkou byla od roku 1885 Dorothy Widdrington (1865–1906), která zahynula tragicky, podruhé se oženil až v roce 1922 s Pamelou Wyndham (1871–1928), sestrou ministra George Wyndhama a vdovou po skotském šlechtici 1. baronu Glenconnerovi. Zemřel bez potomstva a titul vikomta tak zanikl, titul baroneta přešel na bratrance Charlese George Greye (1880–1957) a v jeho potomstvu existuje dodnes.
Edward Grey v mládí vynikl též jako sportovec, mimo jiné ve fotbalu a tenisu. Proslul svým zájmem o rybaření a ornitologii a k těmto tématům také napsal několik knih. Jeho sídlem byl zámek Fallodon Hall (Northumberland).